# Tecnocracia

Diagrama de la tecnoestructura según Mintzberg

El término tecnocracia significa literalmente «gobierno de los técnicos» y se deriva de los vocablos griegos τέχνη (tékhnē, «arte, técnica») y κράτος (krátos, «poder, dominio, gobierno»).
La tecnocracia es la perspectiva de un sistema de gobierno en el que los responsables de la toma de decisiones se seleccionan en función de su experiencia en un área determinada de responsabilidad, particularmente con respecto al conocimiento científico o técnico. Las habilidades de liderazgo para los tomadores de decisiones se seleccionan sobre la base de conocimientos especializados y desempeño, en lugar de afiliaciones políticas o habilidades políticas tradicionales.
Diversos tecnócratas han identificado su postura con el uso del método científico para resolver los problemas de la sociedad. El término tecnocracia fue originalmente utilizado para designar la aplicación del método científico a la resolución de problemas sociales, en contraposición a los enfoques económicos, políticos o filosóficos tradicionales.

## Historia

### Orígenes filosóficos:sigloXIX
Por regla general, se atribuye la primera expresión consciente de la ideología tecnocrática al filósofo y sociólogo francés Claude-Henri Rouvroy, conde de Saint-Simon (1760-1825), que en su obra Réorganisation de la société européenne, "de la reorganización de la sociedad europea", de 1814, afirma: 

Todas las ciencias, no importa de la rama que sean, no son más que una serie de problemas que solucionar, de cuestiones que examinar, y se diferencian entre ellas sólo por su naturaleza. De esta forma, el método que se aplica a alguna de ellas conviene a todas las demás por el mero hecho de que conviene a algunas [...]. Hasta el momento el método de las ciencias experimentales no ha sido aplicado a las cuestiones políticas: cada uno ha contribuido con sus propias formas de ver, de razonar, de evaluar, y la consecuencia es que todavía no hay exactitud de soluciones ni generalidad de resultados. Ahora ha llegado el momento de superar esta infancia de la ciencia.
Claude-Henry Rouvroy, conde de Saint-Simon

Saint-Simon es el primero que propone para el poder político a aquellos que, en su época, dirigen el proceso de transformación económica en Francia, los dirigentes industriales y los técnicos; augurando el reemplazo de la política por la ciencia de la producción, el «gobierno de los hombres» por «la administración de las cosas».
Por los mismos derroteros circula otro filósofo y sociólogo francés, Auguste Comte (1798-1857). Contemplando la sociedad industrial, científica y tecnológica como fruto de toda la historia universal, saca la conclusión de la necesidad de una dirección tecnológica y no política de la sociedad. La ideología tecnocrática se fundamenta en una concepción del radio de acción y del método de la ciencia, de las relaciones entre la ciencia y la técnica y del papel social de la técnica, según la cual es real solamente aquello que es cuantificable, comprobable empíricamente y manipulable. Por lo tanto, todo aspecto de la realidad, incluso de la realidad sociopolítica, es investigable con los instrumentos de las ciencias exactas. De esta manera, según la visión moderna de la indisoluble relación existente entre la investigación teórica (la ciencia) y el dominio sobre el objeto investigado (la técnica), es esta la que tendría una función de experimentación y de dirección social y política.

### Tecnocracia práctica: años 1930
El término tecnocracia se impone a partir de los primeros años 1930 para indicar la progresiva expansión del poder de los técnicos de producción (químicos, físicos e ingenieros) basado en el supuesto de que quien está capacitado para gobernar el proceso industrial empresarial está capacitado para gobernar no solamente entre sectores productivos, sino también la sociedad industrial en su conjunto. 
Los técnicos industriales son pronto reemplazados por la clase de los «directores» [cita requerida], que debe su fortuna al debilitamiento de la función de la propiedad [cita requerida]—ya sea en su faceta de titularidad, con la sociedad por acciones, ya sea en su faceta decisional[cita requerida]—, característico de los grandes grupos industriales. Con la creciente intervención del Estado en la vida económica de los pueblos, con la planificación económica y con la integración entre industria y sistema de defensa durante los periodos bélicos, con la carrera armamentística durante la llamada Guerra Fría, el tecnócrata se abre a los más altos niveles de la burocracia estatal y de los aparatos industrial-militares y a exponentes de las facultades universitarias científicas, tecnológicas y económicas, ejemplificado por la carrera de Robert S. McNamara, en primer lugar presidente de la Ford Motor Company, luego Secretario de Defensa de EE. UU. en la época de la guerra de Vietnam (1965-1975) y finalmente presidente del Banco Mundial.

## El poder tecnocrático
Lo que caracteriza a la tecnocracia, a principios del siglo XXI, es la tendencia a suplantar el poder político en vez de apoyarle con su asesoramiento, asumiendo para sí la función decisional. Eliminando la división entre política como reino de los fines y técnica como reino de los medios, el tecnócrata abandona el terreno técnico-económico y de los medios de la acción social para meterse en el de los fines y en el de los valores, intentando que la decisión de tipo político y discrecional —con base en criterios prudenciales y morales— puede ser reemplazada por una decisión no discrecional, fruto de cálculos y previsiones de tipo científico, sobre la base de puros criterios de eficiencia. 
«En la mentalidad tecnocrática —sintetiza Claudio Finzi— racionalidad y "verdad" están indisolublemente unidas, según un esquema reconocido casi universalmente en el pensamiento contemporáneo, en el que además la racionalidad está fundada sobre elementos meramente cuantitativos, postergando al mundo de lo irracional, y por lo tanto de lo lamentable por definición, todo aquello que no sea cuantificable. Es obvio que ya no habrá sitio para los juicios de valor, esto es, para los juicios que por su misma sustancia no pueden fundarse sobre elementos cuantitativos». 
La ocupación de la esfera política trae consigo la demonización por incompetencia, por corrupción y por particularismos de los individuos que actúan tradicionalmente en ella; y también la afirmación de la plena suficiencia de la competencia para la gestión de los asuntos públicos, conforme a una concepción simplista de la sociedad como unidad productiva de la que, en un primer momento, hay que maximizar su expansión económica, o —en un segundo momento— integrar en un sistema económico mundial. Para tal fin hay que adaptar las estructuras institucionales (recuerde a todos aquellos que en Italia desean una Constitución reescrita teniendo como objetivo el mercado mundial) y administrativas. 
De la desconfianza tecnocrática en la voluntad o en la capacidad de los individuos particulares o asociados de realizar un sistema económico más eficiente se deriva tanto la propensión a planificar la sociedad por medio de un sistema de control tecnoburocrático, como la expulsión de la vida social de todo principio que no sea cuantificable, la aversión hacia una concepción del bien común que no se reduzca a puro bienestar material.

## Tecnocracia y mundialismo
Si las coordenadas culturales remotas de la ideología tecnocrática se remontan a la industrialización de los Estados nacionales europeos (sobre todo de Francia en el siglo XIX) su consumación de hecho se desarrolla y se afirma en la segunda mitad del siglo XX, cuando se realizan las condiciones para una proyección a escala mundial en su doble perspectiva de solución de los grandes problemas planetarios y de globalización de la economía. 
Al principio de la década de los setenta (coincidiendo con la aparición del famoso informe realizado para el Club de Roma por el System Dinamics Group del MIT, el Massachusetts Institute of Technology, uno de los mayores laboratorios mundiales del pensamiento tecnocrático, que fue difundido en Europa en 1972 con el título Los límites del crecimiento) comienza a afirmarse la necesidad de planificar una detención del crecimiento demográfico y una reducción de los consumos para encarar la degradación del medio ambiente y el agotamiento de los recursos naturales.

## Esencia tecnocrática
Dicho esto, es necesario evitar identificar como tecnocrático lo que es propio de una época tremendamente marcada por la tecnología, así como tampoco pensar que todos los ambientes que manifiesten actitudes tecnocráticas participen de las mismas perspectivas ideológicas y operativas. 
La esencia de la concepción tecnocrática, hay quienes suponen que más allá de los ropajes con los que se presentó históricamente (debidos principalmente a lo que, en cada momento, desde la máquina a vapor hasta los mecanismos de las finanzas, era estimado como el mayor factor de desarrollo), consiste en la pretensión de amputar de la realidad todo aquello que no sea cuantificable y manipulable, y por lo tanto de desviar de la vida de los hombres todo aquello que guarde referencia con principios o imágenes de un orden trascendente. Por otro lado, la mejora de la sociedad a través del uso del método científico y teoría de sistemas, ajenos a una postura ideológica, provee de una perspectiva objetiva para la búsqueda de opciones para la mejora social.

## Características
Los tecnócratas son personas con formación y ocupaciones técnicas que perciben que muchos problemas sociales importantes pueden resolverse mediante el uso aplicado de tecnología y aplicaciones afines. El científico administrativo Gunnar K. A. Njalsson teoriza que los tecnócratas se guían principalmente por su "mentalidad de solución de problemas" cognitiva y sólo en parte por intereses particulares de grupos ocupacionales. Sus actividades y el creciente éxito de sus ideas se consideran un factor crucial de la moderna difusión de la tecnología y del concepto, en gran medida ideológico, de "sociedad de la información". Los tecnócratas pueden distinguirse de los "econócratas" y los "burócratas" cuya mentalidad de solución de problemas difiere de la de los tecnócratas.

### Ejemplos
El antiguo gobierno de la Unión Soviética ha sido calificado de tecnocracia. Los líderes soviéticos como Leonid Brézhnev solían tener formación técnica. En 1986, el 89% de los miembros del Politburó eran ingenieros.
Los dirigentes del Partido Comunista Chino solían ser en su mayoría ingenieros profesionales. Según encuestas realizadas en gobiernos municipales de ciudades con una población de 1 millón de habitantes o más en China, se ha constatado que más del 80% del personal gubernamental tenía formación técnica. En el marco de los planes quinquenales de la República Popular China, se han completado proyectos como el Sistema nacional de autopistas troncales, el Sistema ferroviario de alta velocidad de China y la Presa de las Tres Gargantas. Durante el XX Congreso Nacional de China, una clase de tecnócratas en finanzas y economía son sustituidos en favor de tecnócratas de alta tecnología.
En 2013, una sesión informativa de la biblioteca de la Unión Europea sobre su estructura legislativa se refirió a la Comisión como una "autoridad tecnocrática", que ostenta un "monopolio legislativo" sobre el proceso legislativo de la UE. El informe sugiere que este sistema, que eleva al Parlamento Europeo a un órgano de veto y enmienda, estaba "originariamente arraigado en la desconfianza del proceso político en la Europa de posguerra". Este sistema es inusual, ya que el Derecho exclusivo de iniciativa legislativa de la Comisión es un poder que suele asociarse a los Parlamentos.
Varios gobiernos de democracias parlamentarias europeas han sido calificados de "tecnocráticos" por la participación de expertos no elegidos ("tecnócratas") en puestos destacados. Desde la década de 1990, Italia ha tenido varios gobiernos de este tipo (en italiano, governo tecnico) en épocas de crisis económica o política, incluida la formación en la que el economista Mario Monti presidió un gabinete de profesionales no elegidos.   El término "tecnocrático" se ha aplicado a gobiernos en los que un gabinete de políticos profesionales elegidos está dirigido por un primer ministro no elegido, como en los casos del gobierno griego de 2011-2012 dirigido por el economista Lucas Papademos y el gobierno provisional de la República Checa de 2009-2010 presidido por el jefe de estadística del Estado, Jan Fischer.  En diciembre de 2013, en el marco del diálogo nacional facilitado por el Cuarteto para el Diálogo Nacional Tunecino, los partidos políticos de Túnez acordaron instaurar un Gobierno tecnócrata dirigido por Mehdi Jomaa..
El artículo "Tecnócratas: Mentes como máquinas" afirma que Singapur es quizá el mejor anuncio de la tecnocracia: los componentes políticos y expertos del sistema de gobierno allí parecen haberse fusionado por completo. Así lo subraya Sandy Sandfort en un artículo publicado en 1993 en la revista "Wired", en el que describe el sistema informático de la isla, que ya en aquella época la hacía efectivamente inteligente.

### Ingeniería
Siguiendo a Samuel Haber, Donald Stabile sostiene que los ingenieros se enfrentaban a un conflicto entre la eficiencia física y la eficiencia de costes en las nuevas empresas capitalistas corporativas de los Estados Unidos de finales del siglo XIX. Debido a sus percepciones de la demanda del mercado, los directivos de las empresas en las que trabajan los ingenieros, preocupados por los beneficios y sin conocimientos técnicos, suelen imponer límites a los proyectos que los ingenieros desean emprender.
Los precios de todos los insumos varían con las fuerzas del mercado, alterando así los cuidadosos cálculos del ingeniero. Como consecuencia, el ingeniero pierde el control sobre los proyectos y debe revisar continuamente los planes. Para mantener el control sobre los proyectos, el ingeniero debe intentar controlar estas variables externas y transformarlas en factores constantes.

## Uso del término
Algunos usos de la palabra tecnocracia se refieren a una forma de meritocracia, un sistema en el que la "mayoría cualificada" y los que deciden la validez de las cualificaciones son las mismas personas. Otras aplicaciones han sido descritas como no ser un grupo oligárquico humano de los controladores, sino más bien la administración por la ciencia-disciplina específica, aparentemente sin la influencia de grupos de interés especial. La palabra tecnocracia también se ha utilizado para indicar cualquier tipo de gestión o administración por expertos especializados ('tecnócratas') en cualquier campo, no solo la ciencia física, y el adjetivo 'tecnocrática' se ha utilizado para describir a los gobiernos que incluyan profesionales no electos a nivel ministerial.